# Rhombophryne coronata
Rhombophryne coronata är en groddjursart som först beskrevs av Miguel Vences och Frank Glaw 2003.  Rhombophryne coronata ingår i släktet Rhombophryne och familjen Microhylidae. IUCN kategoriserar arten globalt som sårbar. Inga underarter finns listade i Catalogue of Life.